# 앙드레마리 앙페르

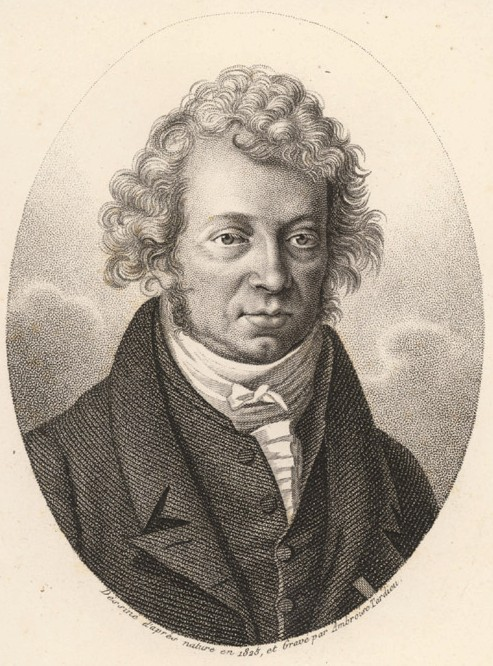
앙드레마리 앙페르

앙드레마리 앙페르(프랑스어: André-Marie Ampère, 1775년 1월 20일 ~ 1836년 6월 10일)는 프랑스의 물리학자이다. 전기·자기의 연구에 몰두하여 근대 전기학의 기초를 세웠다. 전류를 측정하는 데 쓰이는 단위 암페어는 앙페르의 이름에서 온 것이다.

## 생애
리옹에서 태생으로 고등학교 교사 생활을 하다가 1814년 과학 아카데미 회원으로 선출되었고, 1824년 콜레주 드 프랑스(프랑스의 고등 교육 기관)의 교수가 되었다. 앙페르는 여러 분야의 학문에 업적을 남겼는데, 특히 전자기 유도 현상과 전기역학의 연구에 공헌하였다. 자석에 얼굴을 향하여 발에서 머리로 전류를 통하면 자석의 N극, 즉 북극은 그 사람의 왼손 쪽으로 움직인다는 '앙페르 회로 법칙'을 발견하였다.
수학 분야에서도 탁월한 능력을 발휘하여 물리 법칙을 수학적으로 정식화함과 동시에 독자적인 수학 연구도 진행하여, 미분방정식에 관한 논문 등을 남겼다.

## 참고 자료
- 이 문서에는 다음커뮤니케이션(현 카카오)에서 GFDL 또는 CC-SA 라이선스로 배포한 글로벌 세계대백과사전의 내용을 기초로 작성된 글이 포함되어 있습니다.

## 같이 보기
- 앙페르 회로 법칙